# Primipare
Cet article court présente un sujet plus développé dans : parité (médecine).
Une femme est primigeste lorsque sa première grossesse est en cours et primipare lorsqu'elle accouche pour la première fois. 
Ces termes sont également employés pour les autres femelles de mammifères (brebis, génisses, juments …).